# Дундук Олег Ігорович
Оле́г І́горович Дунду́к — капітан Збройних сил України.

## З життєпису
Випускник Академії сухопутних військ імені гетьмана Петра Сагайдачного. В червні 2014-го ніс службу на одному з блокпостів біля Слов'янська.

## Нагороди
19 липня 2014 року — за особисту мужність і героїзм, виявлені у захисті державного суверенітету та територіальної цілісності України, вірність військовій присязі під час російсько-української війни, відзначений — нагороджений орденом Богдана Хмельницького III ступеня.